# Onderwijs in Geluwe
Geluwe, een dorp in de Belgische provincie West-Vlaanderen, bezit drie scholen.
1. De Graankorrel verzorgt het kleuteronderwijs en het lager onderwijs in de gemeente;
2. De Sint-Jorismiddenschool verzorgt de eerste graad van het secundair onderwijs;
3. De Vlier is een school voor het buitengewoon lager onderwijs.

Basisschool De Graankorrel is een fusie van de voormalige gemeentelijke jongensschool uit de Beselarestraat en de meisjesschool uit de Schoolstraat, onder leiding van het klooster O.L.V.-ten-Bunderen.

## Geschiedenis

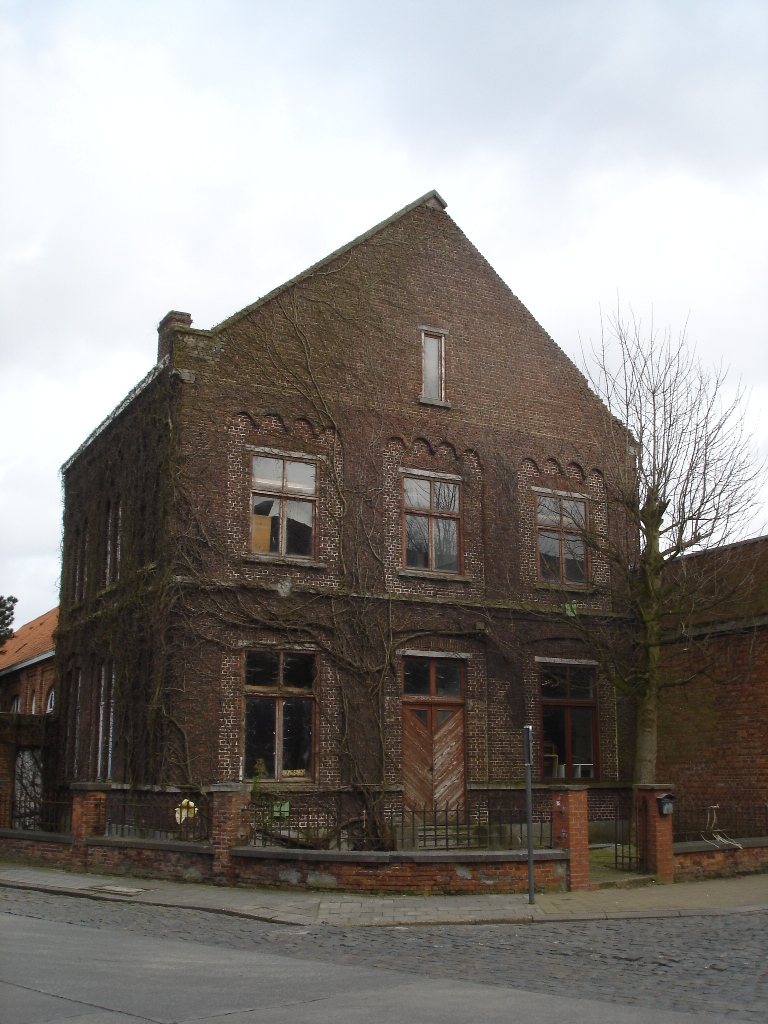
Het Scolus

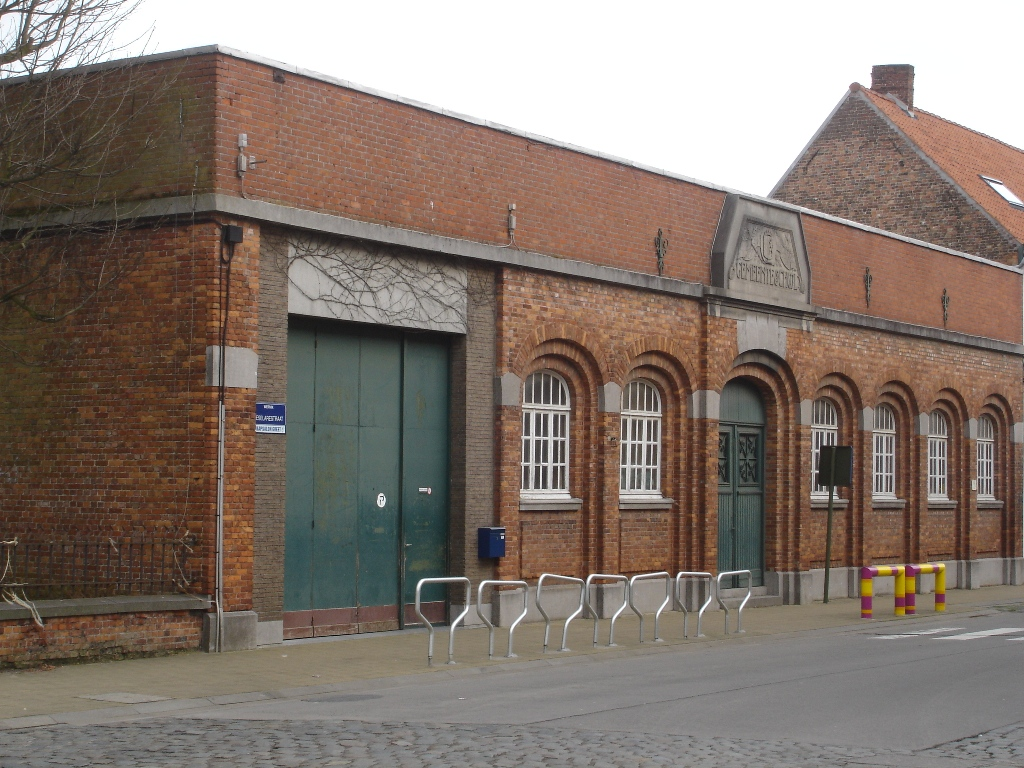
De voormalige gemeentelijke jongensschool

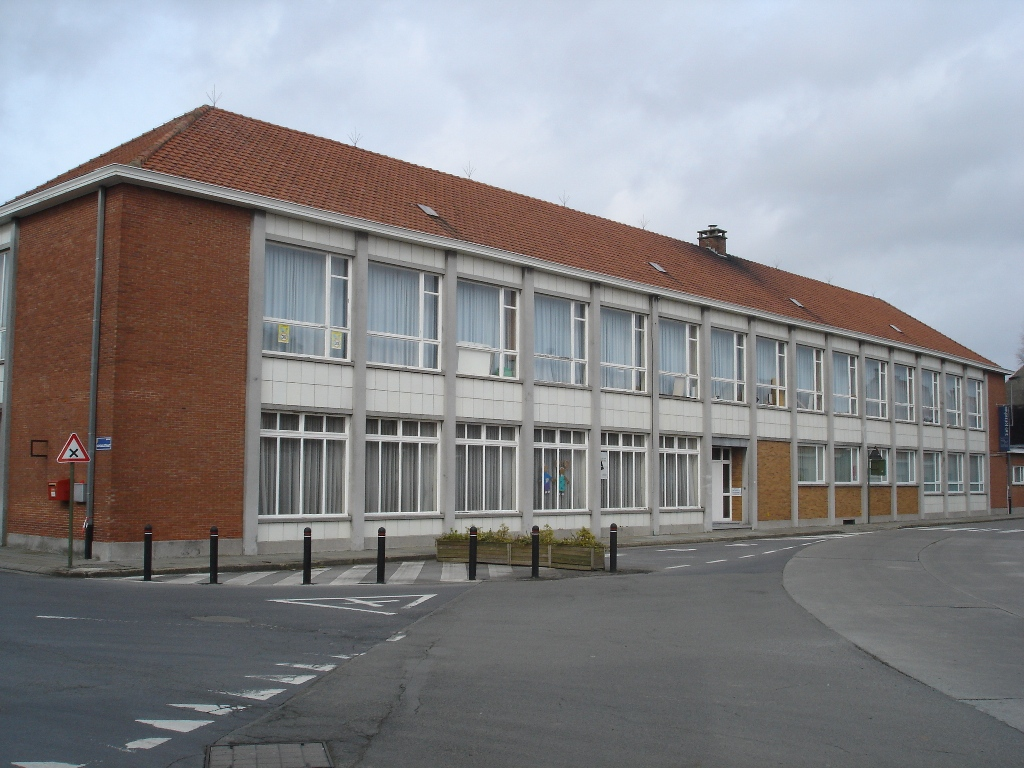
De voormalige meisjesschool van O.L.V.-ten-Bunderen

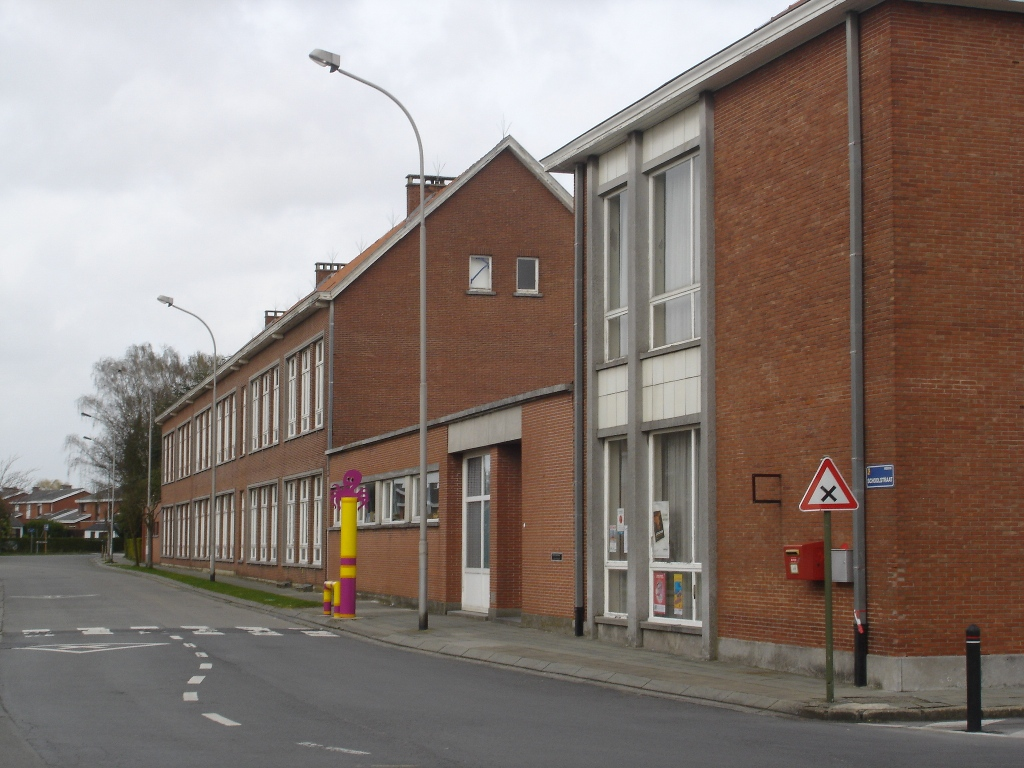
De voormalige meisjesschool van O.L.V.-ten-Bunderen

### De beginjaren
De oudste gegevens over het onderwijs in Geluwe komen uit de 17e eeuw, maar weinig is bekend. Koster Augustijn Houtekiet hield een school open, kort voor het einde van de 18e eeuw, die omschreven werd als “een bijzondere betalende school”.
In opdracht van pastoor Jaak-Lodewyk Mylleman werd een Armenschool gebouwd in het jaar 1820. Het project werd gefinancierd via giften van de parochianen van Geluwe en bestond uit een woonhuis en vier klaslokalen. Als locatie koos men een stuk weiland, gelegen vlak bij de kerk. Later werd het rusthuis RVT Ter Beke er gevestigd. Lesgevers van dienst waren "geestelijke juffrouwen" die leefden volgens de regels die opgesteld werden door pastoor Mylleman.
Enkele jaren later (1839-1840) kreeg het schoolgebouw een uitbreiding. Zeven nieuwe lokalen werden toegevoegd aan de Armenschool: twee bewaarklassen, 2 "Fransche" klassen, 2 kantwerkklassen en een naaiklas. Op dat ogenblik was er ruimte voor 140 leerlingen. Een "Sint-Vincentius pensionaat" werd eveneens toegevoegd aan de school, maar in 1855 opnieuw afgevoerd.
In 1843 werd een rustoord of oudemannenhuis opgericht. Het gebouw deed dienst als vrije jongensschool, dat onder de leiding stond van het klooster. Dit veranderde in 1863, bij de oprichting van een gemeentelijke lagere jongensschool in de Dadizelestraat.
In de Magerheidsstraat, op de wijk Ter Hand, liet de Geluwse pastoor Boone in 1869 een "Mariaschool" bouwen. Ongeveer 150 leerlingen konden er opgevangen worden in een klas voor jongens, een klas voor meisjes en een kantwerkklas. Hier genoot onder meer de Vlaamse toondichter Remi Ghesquière zijn opleiding.
De zusters Ten Bunderen werden in 1881 verdreven uit de kloosterschool. De aanleiding hiervoor was de "Ongelukwet" van de regering Frère-Orban. Als gevolg gingen de lessen vanaf toen door in twee privéwoningen. Door de nieuwe wetgeving werden de zusters niet langer gesteund door de overheid en moesten ze zelf instaan voor hun inkomen en de financiering van het onderwijs. Ouders die het wat breder hadden, betaalden spontaan een bijdrage voor het onderwijs van hun kinderen. Rond deze tijd werd ook een vrije jongensschool met twee klassen opgericht.
Het einde van de schoolstrijd in 1884 zorgde ervoor dat de zusters terug vrij hun gang konden gaan. Ze namen hun intrek in het nieuwe klooster met een Sint-Jozefschool voor meisjes in de huidige Schoolstraat. De nieuwe meisjesschool kreeg goedkeuring van de gemeente Geluwe en kreeg bijgevolg ook subsidies. De oude Armenschool werd overdragen en ingericht als bejaardentehuis. Ook de knechtenschool of gemeentelijke jongensschool kreeg subsidies.
In 1892 werd de kostschool in Geluwe terug heropend. Ongeveer zestig meisjes konden er verblijven.
Omstreeks de eeuwwisseling werd een wijkschooltje opgericht op de Artois-hoek. Twee klasjes waren aanwezig. Ook een gemeentelijke muziekschool werd opgericht, onder leiding van Remi Ghesquière. Een honderdtal leerlingen kregen er kosteloos zang- en muzieklessen.

### De oorlogsjaren
Kort voor de start van de Eerste Wereldoorlog begon men met de bouw van een Sint-Jozef-wezenschool. Dankzij een vrijgevige weduwe, Honorine Delefortrie-Godtschalck, eigenares van het Kasteeltje van Geluwe, die een omvangrijk bedrag schonk in haar testament aan de zusters, kon het project gefinancierd worden. In 1914, bij de start van de oorlog, was de school klaar om in gebruik te worden genomen. Het Duitse leger nam het onmiddellijk in beslag. Het gebouw moest dienstdoen als hospitaal voor de gewonde soldaten. Ook de Mariaschool op Ter Hand werd in beslag genomen. Ze werd omgedoopt tot "König Friedrich-August Kaserne".
Tijdens de oorlog bleven de zusters lesgeven. Soms werd het huis van de onderpastoor gebruikt, soms een café of burgerwoning. In 1917 moesten ze toch vluchten, bij de ontruiming van Geluwe. Twee jaar later konden ze terug naar hun vertrouwde omgeving, maar vonden ze enkel vernielde gebouwen terug. Barakken werden in hoog tempo opgericht die moesten dienstdoen als klaslokalen en woonplaats voor de zusters.
De eerste jaren na de Eerste Wereldoorlog stond alles in het teken van de heropbouw. Als gevolg van de verlenging van de leerplicht verdween de kostschool. De ruimtes die gebruikt werden als slaapplaats, moesten omgebouwd worden naar klaslokalen. Ook de Sint-Jozef-wezenschool werd opgeknapt en moest vanaf 1922 de vierde graad (zevende en achtste studiejaar) herbergen. Op Ter Hand was de Mariaschool vrijwel volledig verwoest. In 1922 kon het terug zijn deuren openen met twee klaslokalen en plaats voor aanvankelijk 53 leerlingen. Ooit had men plaats kunnen geven aan meer dan 150.
In 1927 bezat Geluwe een meisjesschool en jongensschool in het centrum en twee bloeiende wijkscholen, Ter Hand en Artois. Negen jaar later (1936) kon de meisjesschool in het centrum en het klooster zijn 100-jarig jubileum vieren. In datzelfde jaar werd de wijkschool van de Artoishoek uitgebreid. Onder meer een feestzaal en speelplaats werd toegevoegd aan het complex, twee jaar later gevolgd door een turnzaal en een spreekzaal.
Net als tijdens de Eerste Wereldoorlog, kreeg de meisjesschool veel te verduren tijdens de Tweede Wereldoorlog. In 1940 werd het gebouw onder vuur genomen en leeggeplunderd. Ook de jongensschool ontsnapte niet aan het Duitse geweld. De school werd opgeëist door de bezetter, waardoor alle leerlingen overgeplaatst moesten worden naar het klooster vlakbij.

### De jaren 50-'90
In 1953 werden twee scholen ondergebracht in de huidige Schoolstraat. Een lagere school (niet langer met een vierde graad) vond er zijn intrek en vijf jaar later ook een middelbare beroepsschool voor meisjes Sint-Lutgardis met vier studiejaren. Tussen 1959 en 1961 werden alle gebouwen met de grond gelijk gemaakt en kwam er een volledig nieuw scholencomplex in de plaats.
De wijkschool van Ter Hand sloot zich in 1965 aan bij de Vrije Jongensschool uit het centrum van Geluwe. Twee jaar eerder had de wijkschool op de Artoishoek de deuren gesloten. In de plaats deed een nieuwe wijkschool zijn intrede te Geluwe. In 1964 werd in de Kleine Wervikstraat in de gloednieuwe wijk De Witte Poort een gelijknamige lagere school opgestart. Twee kleuterklassen en evenveel lagere klassen moest de school omvatten.
De inmenging van de zusters in het schoolwezen te Geluwe werd kleiner. In 1986 nam het Sint-Jorislyceum van Menen het kloostergebouw in de Kloosterstraat in gebruik. De eerste graad van het secundair onderwijs werd er ingesteld.
In 1989 sloot de wijkschool op Ter Hand definitief de deuren. Een gebrek aan leerlingen (amper 22) was de oorzaak. Voortaan zou het gebouw gebruikt worden als trefcentrum voor de wijkverenigingen. De wijkschool op De Witte Poort kon het enkele jaren langer volhouden, maar moest in 2003 ook de handdoek in de ring gooien.

### Het nieuwe millennium
Het nieuwe millennium werd ingezet met een fusie tussen de meisjesschool en de jongensschool. De kleuterschool bleef in het scholencomplex aan de Kloosterstraat, maar het lager onderwijs van de meisjesschool en de jongensschool werd herverdeeld. Terwijl de eerste drie jaren van het lager onderwijs nog in de Schoolstraat gegeven zou worden, werden de laatste drie jaren van het lager onderwijs naar de oude gebouwen van de jongensschool in de Beselarestraat overgeheveld. De nieuwe scholengroep kreeg de naam "De Graankorrel".

## Gebouwen
De directeurswoning van gemeenteschool, gekend als Het Scolus, dateerde uit eind 19de-begin 20ste eeuw en was een van de weinig gebouwen die niet verwoest waren in de Eerste Wereldoorlog. Wegens gebrek aan onderhoud raakte het gebouw verkrot en besliste men in 2008 tot sloop over te gaan.
Rechts van deze directeurswoning staat de turnzaal uit de wederopbouwtijd. Het gebouw bestond aanvankelijk uit zeven traveeën in een bouwlaag, al werd het later verhoogd met een borstwering en vergroot met een poorttravee als doorgang naar de speelplaats. Een fronton boven de centrale deurrisaliet toont het opschrift "Wetenschap - Arbeid - Kunst - Gemeenteschool".